# Arata Sugiyama
Arata Sugiyama (Saitama, 25 juli 1980) is een Japans voetballer.

## Carrière
Arata Sugiyama speelde tussen 1999 en 2011 voor Kashiwa Reysol, Ventforet Kofu en Omiya Ardija. Hij tekende in 2012 bij Yokohama FC.